# Kristaq Rama
Kristaq Rama (ur. 31 lipca 1932 w Durrësie, zm. 11 kwietnia 1998 w Tiranie) – albański rzeźbiarz, ojciec Ediego Ramy, deputowany do  Zgromadzenia Ludowego 7. (1970–1974), 8. (1974-1978), 9. (1978-1982), 10. (1982-1987) i 11. (1987-1990) kadencji.

## Życiorys
Był synem Vlasha Ramy i Veroniki z d. Kolombi (siostry Zefa Kolombiego). W 1943 przeniósł się wraz z rodziną do Tirany, gdzie uczył się w gimnazjum. Ukończył szkołę artystyczną Jordan Misja w Tiranie, w której uczył się rzeźby pod kierunkiem Odhise Paskaliego i Nexhmedina Zajmiego. Współpracował z Janaqem Paço przy realizacji pomnika Skanderbega w Kruji. W 1951 wyjechał na studia do ZSRR. W roku 1960 obronił dyplom Akademii Sztuk Pięknych w Leningradzie. W 1960 powrócił do Albanii i podjął pracę urzędnika w ministerstwie kultury, a także wykładowcy rzeźby w Instytucie Sztuk Pięknych w Tiranie. W latach 1962–1966 był dyrektorem Galerii Sztuki w Tiranie.
Jako jeden z najbardziej zasłużonych rzeźbiarzy albańskich mieszkał wraz z rodziną w dzielnicy przeznaczonej dla komunistycznej elity w Tiranie (tzw. Blloku). Zmarł w kwietniu 1998 w Tiranie. W 2009 został oskarżony przez grupę działaczy Demokratycznej Partii Albanii o współudział w wydaniu wyroku na poetę Havziego Nelę w 1988. Rama, jako członek Prezydium parlamentu Albanii podpisał wniosek o wydanie wyroku śmierci na Nelę.

## Twórczość

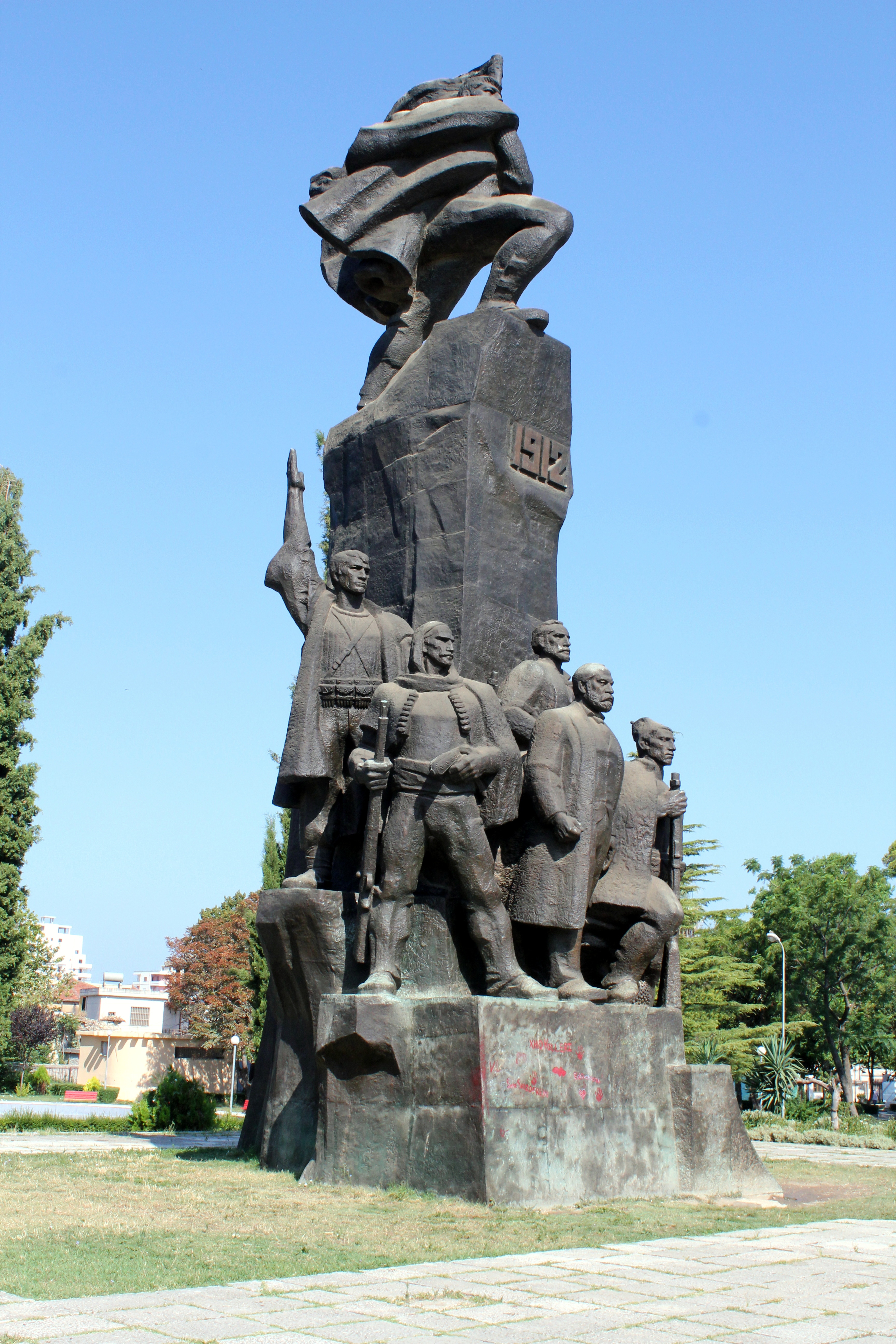
Pomnik Niepodległości we Wlorze

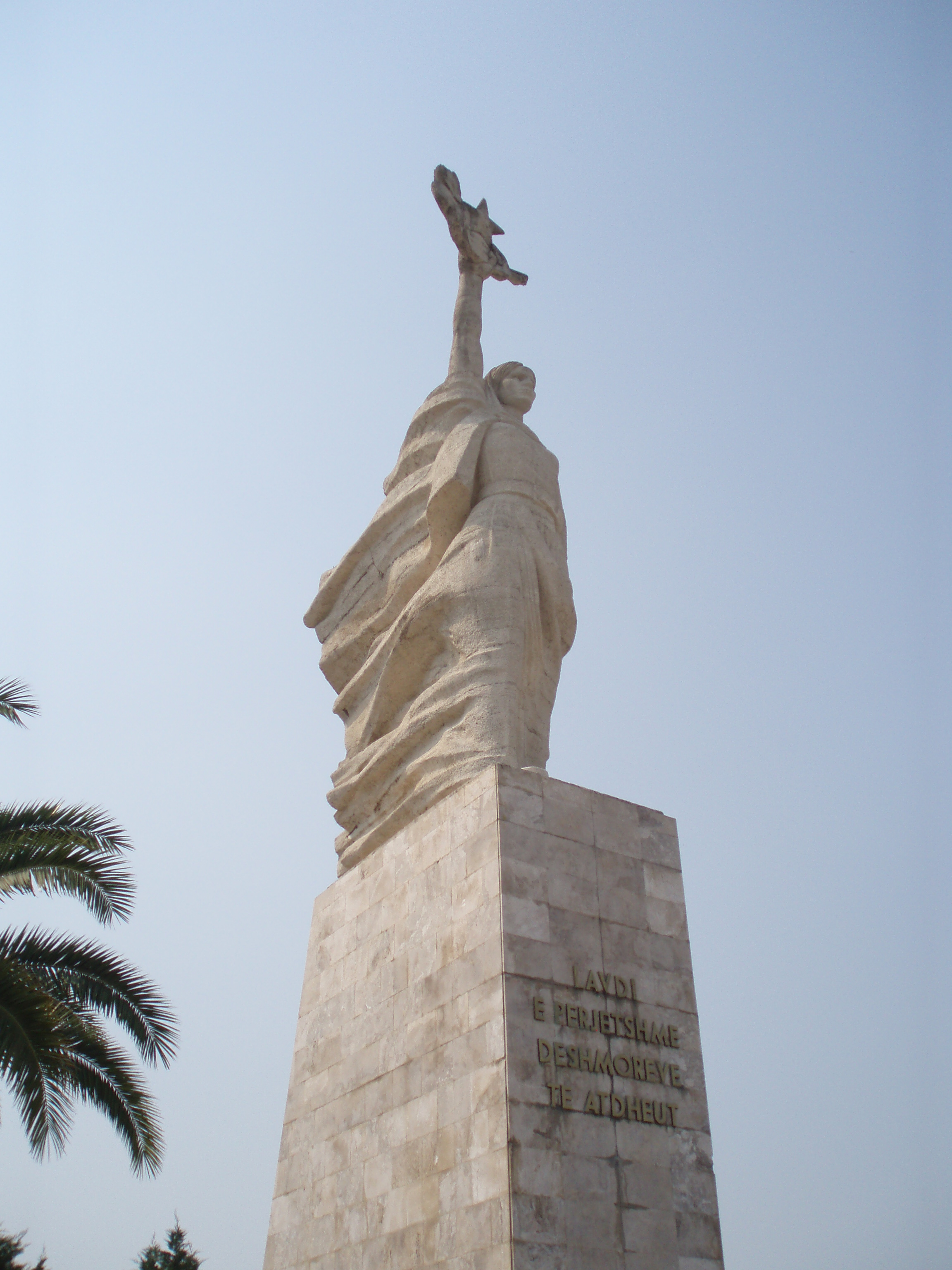
Pomnik Matki Albanii w Tiranie

Dorobek artystyczny Kristaqa Ramy obejmuje ponad 200 prac, w większości popiersia znanych postaci z historii Albanii (Shote Galica, Avni Rustemi, Kostandin Kristoforidhi), a także rzeźby monumentalne i akty kobiece. Do najbardziej znanych rzeźb w dorobku artysty należy pomnik Matki Albanii, wykonany w 1971 wspólnie z Mumtazem Dhramim i Shabanem Haderim, Pomnik Niepodległości we Wlorze, a także pomnik Mujo Ulqinaku znajdujący się w Durrësie. W 1988 wspólnie z Thomą Dhamo zrealizował pomnik Envera Hodży, który stanął w Tiranie. Największą kolekcją prac Ramy dysponuje Narodowa Galeria Sztuki w Tiranie (31 rzeźb).
Był żonaty (żona Aneta z d. Koleka), miał dwóch synów (Olsi i Edi). Imię Ramy nosi jedna ze szkół w Tiranie. W 2003 został uhonorowany tytułem Honorowego Obywatela Durrës.